# آیه ابتلای ابراهیم
آیه ابتلای ابراهیم (آیه ۱۲۴ سوره بقره) درباره آزموده شدن ابراهیم و رسیدن او به مقام امامت است. مفسران شیعه بر طبق این آیه عصمت را لازمه امامت می‌دانند.
شروع موضوع این آیه مربوط به بخش‌هایی از داستان‌های ابراهیم در آیه‌های قبل‌تر است.
به گفته سید محمدحسین طباطبایی و دیگر مفسران شیعه امامت ابراهیم غیر نبوت او بوده‌است. فخر رازی، مفسر اهل سنت، امامت در این آیه را به پیامبری تفسیر کرده‌است.
طبق اعتقاد شیعه عصمت شرط اساسی برای تمام انبیا و امامان محسوب می‌شود که دایره عصمت آنها شامل عصمت از تمام گناهان (عمدا و سهوا) و در تمام دوران عمرشان (قبل و بعد از تصدی مقام نبوت یا امامت) می‌شود. به گفته محسن قرائتی این آیه یکی از آیه‌هایی است که پشتوانه فکری و اعتقادی شیعه قرار گرفته‌است که امام باید معصوم باشد و کسی که لقب ظالم بر او صدق کند، به مقام امامت نخواهد رسید. به گفته ابن کثیر، مفسر اهل سنت، طبق این آیه به صلاح نیست شخص ظالم خلیفه، حاکم، مفتی، شاهد یا راوی حدیث باشد. سید قطب، مفسر اهل سنت، می‌گوید به همین دلیل خداوند امامت را از یهودیان گرفت؛ زیرا فاسق و فاجر بودند و اگر امت اسلامی هم از دستورهای خدا پیروی نکنند، همین اتفاق برای آن‌ها نیز می‌افتد.

## نام‌گذاری
به گزارش ربانی گلپایگانی، مفسر شیعه، در دانشنامه کلام اسلامی، آیه ۱۲۴ سوره بقره، «آیه ابتلای ابراهیم» گفته می‌شود. همچنین سید موسی صدر، محقق شیعه، «آیه امامت» را نام دیگری برای این آیه گزارش کرده‌است.

## محتوا و ساختار

### متن و ترجمه
بنابر گزارش دانشنامه کلام اسلامی، متن آیه ابتلای ابراهیم، عبارت است از:
﴿وَإِذِ ابْتَلَیٰ إِبْرَاهِیمَ رَبُّهُ بِکَلِمَاتٍ فَأَتَمَّهُنَّ ۖ قَالَ إِنِّی جَاعِلُکَ لِلنَّاسِ إِمَامًا ۖ قَالَ وَمِنْ ذُرِّیَّتِی ۖ قَالَ لَا یَنَالُ عَهْدِی الظَّالِمِینَ﴾ ۱۲۴
بهاءالدین خرمشاهی، مترجم شیعه در ترجمه این آیه آورده‌است:
﴿و چون ابراهیم را پروردگارش به شعائری چند آزمود و آموزش داد و او آنها را به انجام رساند، فرمود من تو را پیشوای مردم می‌گمارم. گفت و از زاد و رود من چه کسی را می‌گماری؟ فرمود عهد من به ستمکاران مشرکان نمی‌رسد. ﴾ (۱۲۴)

### محتوا
منابعی چون دائرةالمعارف بزرگ اسلامی، سوره بقره را در دو بخش مورد بررسی قرار داده‌اند؛ بخش اول که مربوط به سرگذشت بنی‌اسرائیل و بخش دوم مربوط به احکام اسلامی و داستان ابراهیم و ساخته شدن کعبه پرداخته‌است. به گفته سید محمدحسین طباطبایی، مفسر شیعه، شروع موضوع این آیه مربوط به بخش‌هایی از داستان‌های ابراهیم در آیه‌های قبل‌تر و همچنین نسبت به آیه‌های مربوط به حج است. به عقیده همو، در این آیه‌ها، چند خصیصه از جمله امامت، بنا کردن کعبه و بعثتش برای دعوت به دین توحید به ابراهیم نسبت داده شده‌است.

## تفسیر

### امتحان ابراهیم و معنای «کلمات»

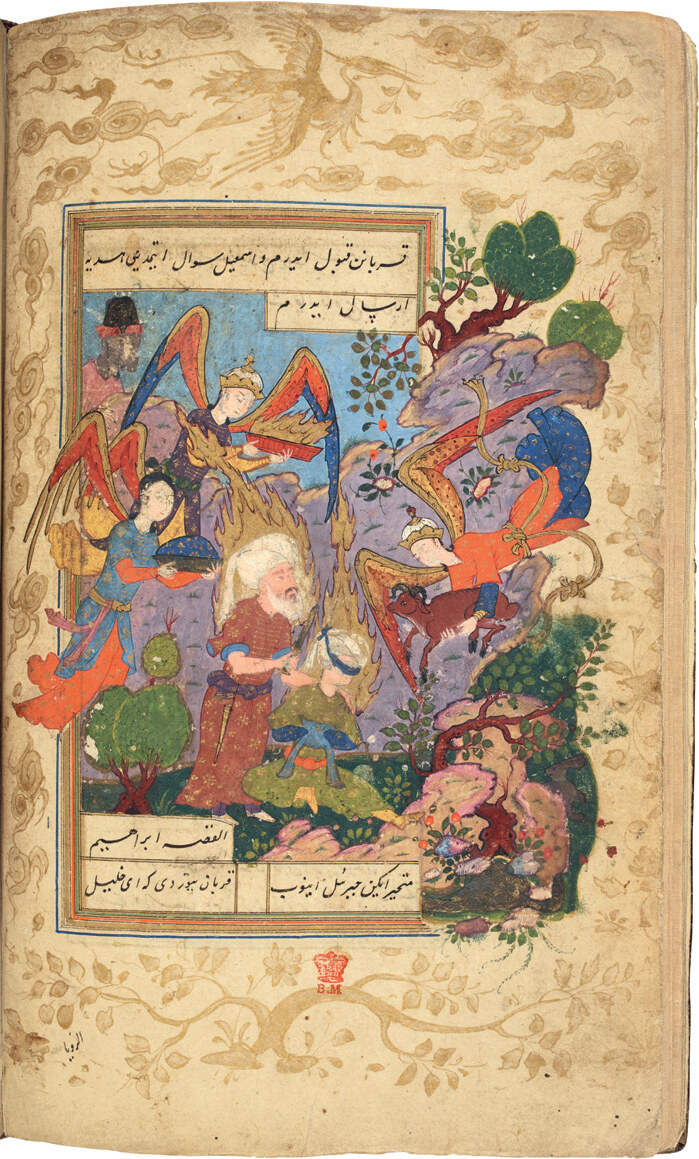
نقاشی مینیاتوری از ماجرای ذبح اسماعیل، قرن ۱۶-۱۷ میلادی که یکی از موارد احتمالی برای ابتلا در این آیه است.

به عقیده سید محمدحسین طباطبایی، مفسر شیعه، امتحان‌های الهی جز به صورت عملی صورت نمی‌گیرد و کلمات، نشان‌دهنده آن است که در این آیه، کلمه «ابتلاء» و «بلاء» یک معنا دارند. طباطبایی معتقد است که اثر امتحان الهی، ظاهر ساختن صفات باطنی انسان از قبیل اطاعت، شجاعت، سخاوت، عفت، علم و مقدار وفا است و به همین جهت، این آزمون جز به صورت عملی صورت نخواهد گرفت. طباطبایی در تفسیر عبارت «کلمات» معتقد است که اگر منظور از کلمات، الفاظ بوده باشد، به این علت است که الفاظ وظائف عملی برای او معین می‌کرد. دربارهٔ نوع امتحان ابراهیم در این آیه، روایت‌های مختلفی وجود دارد. از ابن‌عباس، صحابی محمد، در این باره سه تفسیر نقل شده‌است: مورد اول خصوصیات یا سنت‌های دهگانه‌ای است که به نظافت و طهارت بدن ارتباط دارند؛ مورد دوم سی خصوصیت یا دستورالعمل از شریعت اسلامی است؛ و مورد سوم مناسک حج است. در روایتی دیگر به نقل از ابن‌عباس به جز سی خصلت گفته شده ده خصلت دیگر هم آمده است. حسن بصری، از صوفیان قرن اول هجری، بر این باور است که «کلمات» عبارتند از احتجاج ابراهیم برای پرستشگران اجرام آسمانی، افکندن وی در آتش، هجرت از زادگاه و ماجرای ذبح فرزندش اسماعیل. ابوعلی جبایی، متلکم معتزلی مذهب، مقصود از آزمون ابراهیم را کلیه تکالیف عقلی و شرعی است که خداوند ابراهیم را به آن‌ها مکلّف نمود. به این مطلب سبحانی در منظور جاوید نیز اشاره کرده‌است. شیخ صدوق به نقل از مفضل می‌گوید مراد از کلمات نام محمد، علی، فاطمه، حسن و حسین است.
به گفته طباطبایی هر چند در قرآن مقصود از کلمات بیان نشده‌است، ولی از آیه برداشت می‌شود که کلمات هر چه بوده، در اثبات و اظهار شایستگی ابراهیم برای نیل به مقام امامت تأثیر داشته‌است. به گفته سید قطب، مفسر اهل سنت، در تفسیر فی ظلال القرآن خداوند در قرآن شهادت می‌دهد که ابراهیم بر عهد خود کاملاً وفادار بود و اوامر الهی را کامل اجرا کرد.
به گفته قرائتی در تفسیر نور و قرشی در قاموس القرآن — از مفسران شیعه — در حدیثی از جعفر صادق آمده‌است که ابراهیم برای موفقیت در هر آزمون الهی، به مقامی بالاتر می‌رسید؛ او در مرحله نخست، «عبدالله» شد. سپس به مقام «نبی اللهی» و پس از آن «رسول اللهی»، «خلیل اللهی» و در نهایت به مقام «امامت» رسید. مجاهد، از مفسران شیعه، نیز مقصود از عبارت «کلمات» را جمله «قالَ إِنّی جاعِلُکَ لِلنّاسِ إِماماً» و آیه‌های پس از آن می‌داند. به گفته همو، امامت یکی از موارد امتحان ابراهیم بوده‌است، نه مقامی که پس از امتحان به وی عطا شده باشد. طباطبایی به دلیل این که در قرآن اطلاق کلمات بر بخش‌هایی از کلام سابقه‌دار نیست، دیدگاه مجاهد را در خور اعتنا ندانسته‌است. ابن کثیر، از مفسران سنی مذهب، نیز نظریه مجاهد را مخالف سیاق دانسته و نظر ابن‌عباس، حسن بصری را احتمال داده‌است. طبری، مفسر اهل سنت، پس از نقل نظر ابن‌عباس، حسن بصری، مجاهد و چند نقل دیگر گفته‌است: احتمال دارد همه این موارد مقصود باشد یا برخی از آن‌ها، زیرا در این باره روایت معتبری در دست نیست. طبرسی، مفسر شیعه، پس از نقل نظر ابن‌عباس، جبائی و حسن بصری می‌گوید آیه همه این موارد می‌تواند باشد.

### معنای «امامت»
به گفته طباطبایی، و با توجه به عبارت «اذ ابتلی ابراهیم ربه» در آیه، مقام امامت در اواخر زندگانی ابراهیم به او عطا شده‌است. بر این اساس این واقعه باید بعد از تولد اسماعیل و اسحاق و همچنین بعد از آن که اسماعیل و مادرش را از سرزمین فلسطین به سرزمین مکه عزیمت کرده‌اند صورت گرفته باشد. همچنین از عبارت «انی جاعلک للناس اماما» چنین برداشت شده‌است که این واقعه باید بعد از تولد اسماعیل و اسحاق صورت گرفته باشد،‌ چرا که تا پیش از تولد آنان، ابراهیم تصور اینکه صاحب فرزند بشود را نداشته‌است. بر اساس روایات قرآنی، ابراهیم حتی پس از بشارت فرشتگان نسبت به صاحب فرزند شدنش، آن را باور نکرد و در جواب فرشته وحی، از ناامیدی‌ خود نسبت به فرزنددار شدن سخن گفت. دربارهٔ نوع امامت ابراهیم نظرات مختلفی وجود دارد.

#### دیدگاه اهل سنت
فخر رازی در تفسیر کبیر و محمد عبده در المنار، در تفسیر این آیه، «امامت» را به معنای نبوت و پیامبری دانسته‌اند. ابن کثیر، مفسر اهل سنت، نیز امامت را همان نبوت می‌داند. به گفته فخر رازی، از عبارت «للناس اماماً» به دست می‌آید که ابراهیم «امام عموم مردم» بود و این مورد، ویژگی پیامبران صاحب شریعت بوده‌است؛ زیرا در غیر این صورت او پیرو پیامبر دیگری می‌شد که با عمومیت امامتش سازگاری ندارد. ضمن آن که پیامبران، اعم از صاحب شریعت و غیر آن، دارای مقام امامت بوده‌اند؛ زیرا پیروی از آنان بر مردم واجب بوده‌است. همچنین امامت در این آیه به عنوان امتنان الهی بر ابراهیم مطرح است، از این رو امامت، بزرگ‌ترین نعمت الهی و به معنای نبوت است. به گفته سید قطب، مفسر اهل سنت در کتابش، فی ظلال القرآن، امامت و پیشوائی از آن کسانی است که از لحاظ کردار و آگاهی و صلاح و ایمان، استحقاق آن را داشته باشند و بنابراین امامت موروثی نیست و وراثت نژادی و حسب و نسب در آن اهمیتی ندارد. قطب معتقد است که ادعای قرابت، خون، نژاد و قومیت، از پدیده‌های دوره جاهلیت بود و با «جهان‌بینی درست ایمانی»، منافات دارد.

#### دیدگاه شیعیان
به گفته محسن قرائتی در تفسیر نور، خداوند «مقام امامت» را بعد از امتحان‌های ابراهیم، به او داد. به گفته محمدحسین طباطبایی، امامت ابراهیم غیر ار نبوتش بوده‌است. به عقیده او، مقصود از «امام» در عبارت «انی جاعلک للناس اماما» نیز به معنای مقتدا و پیشوائی است که مردم به او اقتداء و در گفتار و کردارش پیروی‌اش نمایند.
دانشنامه کلام اسلامی، یکی از تفسیرهای عبارت «امامت» در آیه را «ولایت و زعامت سیاسی» گزارش کرده‌است. مبنای این تفسیر آن است که ولایت و زعامت سیاسی از شئون نبوت و رسالت نبوده و نسبت آن با نبوت از قبیل عموم و خصوص من وجه است؛ یعنی برخی از پیامبران علاوه بر مقام نبوت، ولایت و زعامت سیاسی نیز داشتند و بسیاری از آنان فاقد چنین مقامی بودند؛ چنان‌که امامان دارای مقام ولایت و زعامت سیاسی بودند اما نبوت ندارند. شیخ طوسی در تفیسر تبیان به این نظریه اشاره کرده‌است. وی در رساله‌ای که در این مسئله تألیف کرده، معتقد است که امام دو کاربرد دارد؛ معنای اول آنکه به کسی امام گفته می‌شود که در افعال و گفتارش مقتدای دیگران باشد. معنای دوم آن است که به کسی امام گویند که به تدبیر امت و رهبری سیاسی آنان قیام می‌کند. بر اساس دیدگاه طوسی، در کاربرد نخست و بر خلاف کاربرد دوم، نبی با امام شریک است، زیرا هیچ پیامبری نیست مگر این که گفتار و رفتار او برای دیگران الگو باشد. در کاربرد دوم، چه بسا حکمت الهی اقتضا کند که پیامبری را تنها برای ابلاغ احکام الهی به مردم برانگیزد، ولی او نسبت به رهبری سیاسی جامعه، مأموریت نداشته باشد. طوسی برای مدعای خود، سه دلیل را اقامه کرده‌است:
- «از آیه مربوط به فرمانروایی طالوت به دست می‌آید که پیامبر در آن زمان دارای مقام امامت و فرمانروایی نبوده‌است؛ زیرا اگر چنین بود، مردم از او نمی‌خواستند که فرمانروایی را برای آنها برگزیند. همچنین اگر وی دارای مقام فرمانروایی بود، مردم نمی‌گفتند: ما از طالوت به فرمانروایی سزاوارتریم، بلکه می‌گفتند تو از طالوت به فرمانروایی سزاوارتری.»
- «هارون با موسی در نبوت شریک بود، ولی مقام امامت به معنای تدبیر امور اجتماعی مردم را نداشت، به دلیل این که موسی وقتی می‌خواست به میقات برود، او را جانشین خود کرد؛ اگر وی مقام امامت را داشت، به استخلاف نیاز نمی‌بود.»
- «خداوند مقام امامت را به ابراهیم پس از آن که دارای مقام نبوت و رسالت بود و پس از آن که از عهده آزمون‌های الهی به خوبی بیرون آمد عطا کرد، بنابراین، نبوت ابراهیم با امامت او ملازم نبوده‌است.»

شیخ طبرسی نیز دیدگاه شیخ طوسی را برگزیده است.
از دیدگاه سید محمدحسین طباطبایی، امامت در این آیه به معنای «هدایت باطنی» است. این هدایت از نوع راهنمایی و ارائه طریق نبوده، از مقوله ایصال به مطلوب و رساندن به مقصود است. چنین هدایت‌گری در گرو برخورداری از کمال وجودی و مقام معنوی ویژه‌ای است که پس از مجاهدت‌های بسیار به دست می‌آید. وی برای اثبات این نظریه به دسته‌ای از آیه‌های قرآن استناد کرده‌است. دسته اول، آیه‌هایی که پس از اشاره به مقام امامت پیامبران از هدایت گری آنان سخن گفته‌است. از جمله این آیه‌ها: «و از آنان (بنی اسرائیل) امامانی قرار دادیم که به فرمان ما [مردم را] هدایت می‌کردند، چون شکیبایی نمودند و به آیه‌های ما یقین داشتند.» دسته دوم، آیه‌هایی که امر الهی را تبیین کرده‌است. از جمله آیه: «فرمان او چنین است که هرگاه چیزی را اراده کند، تنها به آن می‌گوید: موجود باش، آن نیز بی درنگ موجود می‌شود، پس منزه است خداوندی که مالکیت و حاکمیت همه چیز در دست اوست و شما را به سوی او بازمی‌گرداند.» دسته سوم، آیه‌هایی که بیان می‌کند معرفت کامل و یقین ناب در گرو آن است که انسان از ظاهر جهان گذشته، ملکوت و باطن اشیا را مشاهده کند؛ چنان‌که درباره ابراهیم در قرآن آمده‌است: «این چنین، ملکوت آسمان‌ها و زمین را به ابراهیم نشان دادیم، تا اهل یقین گردد.»
جعفر سبحانی محتمل می‌داند که مقصود از مقام امامت در آیه ابتلاء، الگو و اسوه بودن همه‌جانبه و تمام عیار ابراهیم باشد. شرط رسیدن به این مقام آن است که فرد به درجه‌ای از کمال معنوی نایل شود که حتی ترک اولی — کارهایی که با وجود جواز ارتکاب، ترکش سزاوارتر است — نیز از او سر نزند. اگرچه پیامبران پیش از ابراهیم از مقام عصمت برخوردار بوده‌اند، ولی چنان‌که قرآن یادآور شده‌است، گاهی از آنان کارهایی سرزده که ترک آن سزاوارتر بوده‌است. این پیامبران، از چنان مقام بلندی که به ابراهیم عطا شده‌است، برخوردار نبودند و نمی‌توان گفتار و رفتار آنان را به صورت کامل و همه‌جانبه اسوه و الگوی بشریت در همه اعصار دانست. اما ابراهیم پس از انجام آزمون‌های سخت به مقامی رسید که اسوه و الگوی تمام عیار برای همه انسان‌ها به‌شمار می‌رود. به گفته سبحانی، این مورد می‌تواند بخشی از معنای مقام امامت، و نه تمام آن باشد.
دانشنامه کلام اسلامی، یکی دیگر از تفسیرهای «امامت» در آبه را، امامت ابراهیم برای تمام دوران گزارش می‌کند. بر این اساس، پس از آزمون‌های مهم، به ابراهیم امامت مردم عصر خود و عصرهای دیگر، حتی پیامبران و پیروی آنان عطا شد و بنابراین بر همگان لازم است تا از سنت‌های توحیدی او پیروی کنند. در تأیید این نظریه، شواهدی از قرآن نیز آورده شده‌است؛ چنان‌که در رد ادعای یهود و نصارا در آیه ۶۸ سوره آل عمران در زمان پیامبر اسلام که هر یک از آنان آیین خود را به ابراهیم نسبت می‌دادند، یادآور شده‌است که شایسته‌ترین افراد در انتساب به ابراهیم، پیامبر اسلام و پیروان او و کسانی‌اند که قبل از اسلام از او پیروی می‌کردند و در آیه ۲۳ سوره نحل، خداوند به پیامبر وحی کرد که از آیین ابراهیم پیروی کند و در آیه ۷۸ سوره حج دین اسلام را همان آیین ابراهیم معرفی کرده‌است.

## در علم کلام

### عصمت
طبق اعتقاد شیعه عصمت شرط اساسی برای تمام انبیا و امامان محسوب می‌شود که دایره عصمت آنها شامل عصمت از جمیع گناهان صغیره و کبیره (عمدا و سهوا) و در تمام دوران عمرشان (قبل و بعد از تصدی مقام نبوت یا امامت) می‌شود؛ بر این اساس آنان از هر خطا و اشتباهی مبری و معصوم هستند.
به گفته قرائتی این آیه یکی از آیه‌هایی است که پشتوانه فکری و اعتقادی شیعه قرار گرفته‌است که امام باید معصوم باشد و کسی که لقب ظالم بر او صدق کند، به مقام امامت نخواهد رسید. طباطبایی هم عصمت را لازمه امامت می‌داند.
به گفته فخر رازی، مفسر سنی، ظالم کسی است که اوّلاً، مرتکب گناه کبیره شود و ثانیاً، از گناه خود توبه نکند، اما بر گناهکاری که توبه نماید، عنوان ظالم صدق نمی‌کند. به گفته طبرسی، مفسر شیعه، نفی از امامت در آیه لا یَنالُ عَهدی الظالمین بر هر کس در لحظه‌ای از زندگی خود عنوان ظالم منطبق گردد، از عهد امامت بهره‌ای نخواهد داشت.
به گفته سید مرتضی و فاضل مقداد، مفسران شیعه، طبق (لا یَنالُ عَهدی الظالمین) کسی که مرتکب گناه شود، ظلم کرده‌است، زیرا حدود الهی را نقض نموده و به نص قرآن و هر کس از حدود الهی تجاوز کند، ستمکار است ظالم می‌باشد. و مقصود از عهد، امامت است؛ زیرا پیش از آن، جمله: (إِنّی جاعِلُکَ لِلنّاسِ إِماماً) آمده‌است، و ابراهیم مقام امامت را برای فرزندان خود درخواست کرد و خداوند گفت: عهد من به ظالمان نمی‌رسد. اگر مقصود از عهد، امامت نباشد، پاسخ با سؤال هم آهنگ نخواهد بود.
به گفته طباطبایی، کسانی که مرتکب گناه گردند و سپس توبه کنند از عهد امامت بهره‌ای نخواهند داشت؛ در یک تقسیم‌بندی کلی ذریه ابراهیم را به چهار دسته می‌توان تقسیم کرد: ۱. کسانی که در آغاز زندگی ظالم بوده، سپس توبه می‌کنند و تا پایان زندگی راه ظلم نمی‌کنند. ۲. کسانی که در آغاز زندگی ظالم نیستند، ولی در ادامه ظالم می‌شوند و این رویه تا پایان زندگی آنان ادامه می‌یابد. ۳. کسانی که از آغاز تا پایان زندگی ظلم می‌کنند. ۴. کسانی که هیچ‌گاه در زندگی ظلم نمی‌کنند. بدون شک ابراهیم برای دسته دوم و سوم از ذریّه خود از خداوند درخواست امامت نکرده‌است، آنچه مورد سؤال او قرار گرفته باشد دسته اول و چهارم است، از سوی دیگر، جمله (لا یَنالُ عَهدی الظالمین) بیانگر آن است که گروه نخست از عهد امامت بهره‌ای ندارند؛ بنابراین، تنها گروه چهارم بهره‌مند از امامت می‌باشند؛ یعنی کسانی که هیچ‌گاه مرتکب کاری نمی‌شوند که مصداق ظلم باشد.
به گفته عبدالروف مخلص، مفسر اهل سنت، این آیه، در واقع دستوری به مؤمنان است که هرگز ستمگر را زمامدار جامعه اسلامی قرار ندهند زیرا امام از آن روی به پیشوایی برگزیده می‌شود که به سخن و عمل وی در امور دین اقتدا شود، پس اگر او ظالم یا فاسق باشد، مقتدیان و پیروان خویش را گمراه و از صراط مستقیم منحرف‌می‌سازد؛ بنابراین، خواسته ابراهیم فقط در حق کسانی از نسلش اجابت شد که شایسته امامت و پیشوایی هستند، نه در حق ستمگران آنان.
به گفته ابن کثیر، مفسر اهل سنت، طبق این آیه به صلاح نیست شخص ظالم خلیفه، حاکم، مفتی، شاهد یا راوی حدیث باشد. سید قطب، مفسر اهل سنت، هم معتقد است که کسی که ظالم است هیچ نوع امامتی و رهبری نمی‌تواند داشته باشد. به همین دلیل خداوند امامت را از یهودیان گرفت زیرا فاسق و فاجر بودند و اگر امت اسلامی هم از دستورها خدا پیروی نکنند همین اتفاق برای آن‌ها نیز می‌افتد. او همچنین معتقد است جهان بینی اسلامی آن طور که باید با توجه به این دستورها اتفاق می‌افتد.

## بلاغت
در این آیه فن مراجعه از فنون بلاغت وجود دارد که در آن گوینده خلاصه‌ای از گفتگویی که بین او و شخص دیگر در گفتگو بوده یا بین دو نفر دیگر بوده را نقل می‌کند. درویش محی‌الدین، محقق سنی مذهب، این فن را از زیباترین فنون بلاغت می‌داند. او آیه را در بخش‌های زیر تقسیم بندی کرده‌است:
- خبر در قول خدا: «تو را قرار می‌دهم» در واقع خدا به خلیفه شدنش خبر می‌دهد.
- طلب خبر در ضمن خبر است. برای اینکه خبر جدا از استخبار است، زیرا که خبر استخبار می‌شود با صدارت آنچه دلالت بر استفهام دارد.
- امر در قول ابراهیم: «وَ مِنْ ذریتی» درخواست امامت برای ذریه‌اش که حالت دستوری دارد. به گفته درویش محی‌الدین مثل این هست که گفته باشد: پروردگارا، برای بعضی از فرزندانم چنین کن. هر درخواستی نوعی دستور است، ولی اگر این درخواست از خداوند باشد حسن ادب ایجاب می‌کند که به آن دعا گفته شود و امری نباشد اگر چه قول و بیانش دستوری باشد.
- نهی در ضمن امر هست. برای اینکه امر به چیزی نهی از ضد آن چیز هست. پس معنای آن این است که جانشینی بر بعضی از اولاد من حرام نکن.
- عهد که در بیان خدا قبلاً بیان شد. (همان جانشینی ابراهیم بر مردم)
- تهدید در بیان خدا: «عهد من به ستمکاران نمی‌رسد» که نتیجه آن این است که این عهد به ستمکاران نسل تو نمی‌رسد.

## تجزیه و ترکیب
| شماره آیه | متن آیه | تجزیه و ترکیب |
| ۱۲۴       | ﴿وَإِذِ ابْتَلَیٰ إِبْرَاهِیمَ رَبُّهُ بِکَلِمَاتٍ فَأَتَمَّهُنَّ ۖ قَالَ إِنِّی جَاعِلُکَ لِلنَّاسِ إِمَامًا ۖ قَالَ وَمِنْ ذُرِّیَّتِی ۖ قَالَ لَا یَنَالُ عَهْدِی الظَّالِمِینَ﴾ | وَإِذِ واو استینافیه و جمله مستانفه، ابْتَلی فعل ماضی، إِبْراهِیمَ مفعول مقدم، رَبُّهُ فاعل مؤخر و جمله ابتلی محل جر بِکَلِماتٍ جار و مجرور متعلق به ابتلی، فَأَتَمَّهُنَّ معطوف به ابتلی، قالَ فعل ماضی، فاعلش ضمیر مستتر، إِنِّی اسم ان، جاعِلُکَ خبر و جمله مقول القول، لِلنَّاسِ جار و مجرور متعلق به جاعلک و محذوف در محل نصب حال، صفت اماما، قالَ فعل ماضی و فاعل محذوف هو، وَمِنْ ذُرِّیَّتِی واو عاطفه و جار و مجرور عطف قالَ: لا یَنالُ عَهْدِی الظَّالِمِینَ عهدی فاعل والظالمین مفعول به. |

## یادداشت
1. ↑  که در سوره‌های توبه آیه ۱۱۲ و سوره احزاب آیه ۳۵ و سوره مؤمنون آیه ۱–۹ مورد اشاره قرار گرفته‌است.
2. ↑  که در سوره‌ معارج در آیات ۲۲ تا ۳۴ آمده‌است.
3. ↑  
وَنَبِّئْهُمْ عَن ضَیْفِ إِبْراَهِیمَ ﴿۵۱﴾ إِذْ دَخَلُواْ عَلَیْهِ فَقَالُواْ سَلامًا قَالَ إِنَّا مِنکُمْ وَجِلُونَ ﴿۵۲﴾
قَالُواْ لاَ تَوْجَلْ إِنَّا نُبَشِّرُکَ بِغُلامٍ عَلِیمٍ ﴿۵۳﴾
قَالَ أَبَشَّرْتُمُونِی عَلَی أَن مَّسَّنِیَ الْکِبَرُ فَبِمَ تُبَشِّرُونَ ﴿۵۴﴾
قَالُواْ بَشَّرْنَاکَ بِالْحَقِّ فَلاَ تَکُن مِّنَ الْقَانِطِینَ ﴿۵۵﴾{سوره ذاریات} وَامْرَأَتُهُ قَائِمَةٌ فَضَحِکَتْ فَبَشَّرْنَاهَا بِإِسْحَاقَ وَمِنْ وَرَاءِ إِسْحَاقَ یَعْقُوبَ ﴿۷۱﴾ قَالَتْ یَا وَیْلَتَیٰ أَأَلِدُ وَأَنَا عَجُوزٌ وَهٰذَا بَعْلِی شَیْخًا ۖ إِنَّ هٰذَا لَشَیْءٌ عَجِیبٌ ﴿۷۲﴾ قَالُوا أَتَعْجَبِینَ مِنْ أَمْرِ اللَّهِ ۖ رَحْمَتُ اللَّهِ وَبَرَکَاتُهُ عَلَیْکُمْ أَهْلَ الْبَیْتِ ۚ إِنَّهُ حَمِیدٌ مَجِیدٌ ﴿۷۳﴾ {سوره هود}

ترجمه: [به آنان خبر ده از میهمانان ابراهیم ، آن زمان که نزد او آمدند و سلام گفتند، ابراهیم (چون دید غذا نخوردند پنداشت دشمن او هستند) گفت: ما از شما بیمناکیم، گفتند: نه، نترس که ما تو را به فرزندی دانا بشارت می‌دهیم، گفت: آیا مرا که پیری مسلطم شده بشارت می‌دهید به چه بشارت می‌دهید؟ گفتند به حق بشارتت می‌دهیم، زنهار که از نا امیدان مباش. همسرش ایستاده بود، چون این گفتگو شنید بخندید، ما او را به اسحاق و از پس اسحاق به یعقوب بشارت دادیم، گفت: ای وای، آیا من بچه می‌آورم، با این که پیره زالی هستم، آنهم پیر زالی که در جوانیش نازا بود؟! و شوهرم پیری فرتوت است، این بشارت چیزی است عجیب؟! گفتند: آیا از امر خدا تعجب می‌کنی؟ رحمت خدا و برکات او شامل حال شما اهل بیت است و او حمید و مجید است.]
4. ↑  سجده:۲۴؛ انبیا:۷۳
5. ↑  یس:۸۲ و ۸۳ ; قمر:۵۰
6. ↑  انعام:۷۵ ; تکاثر:۶ ; مطففین:۱۸–۲۱
7. ↑  طه:۱۱۵، قصص:۱۵
8. ↑  (بقره:۲۲۹)